# Baranka (keresztnév)
A Baranka női név az Ágnes magyar becenevéből önállósult, jelentése: szűzies, tiszta, szemérmes.

## Rokon nevek
Agnabella, Ági, Agnéta, Ágnes, Aglent, Bara, Inez

## Gyakorisága
Az újszülötteknek adott nevek körében az 1990-es években szórványosan fordult elő. A 2000-es és a 2010-es években sem szerepelt a 100 leggyakrabban adott női név között.
A teljes népességre vonatkozóan a Baranka sem a 2000-es, sem a 2010-es években nem szerepelt a 100 leggyakrabban viselt női név között.

## Névnapok
január 21.,